# جائزة رابطة لاعبي كرة القدم المحترفين لأفضل لاعبة شابة للعام

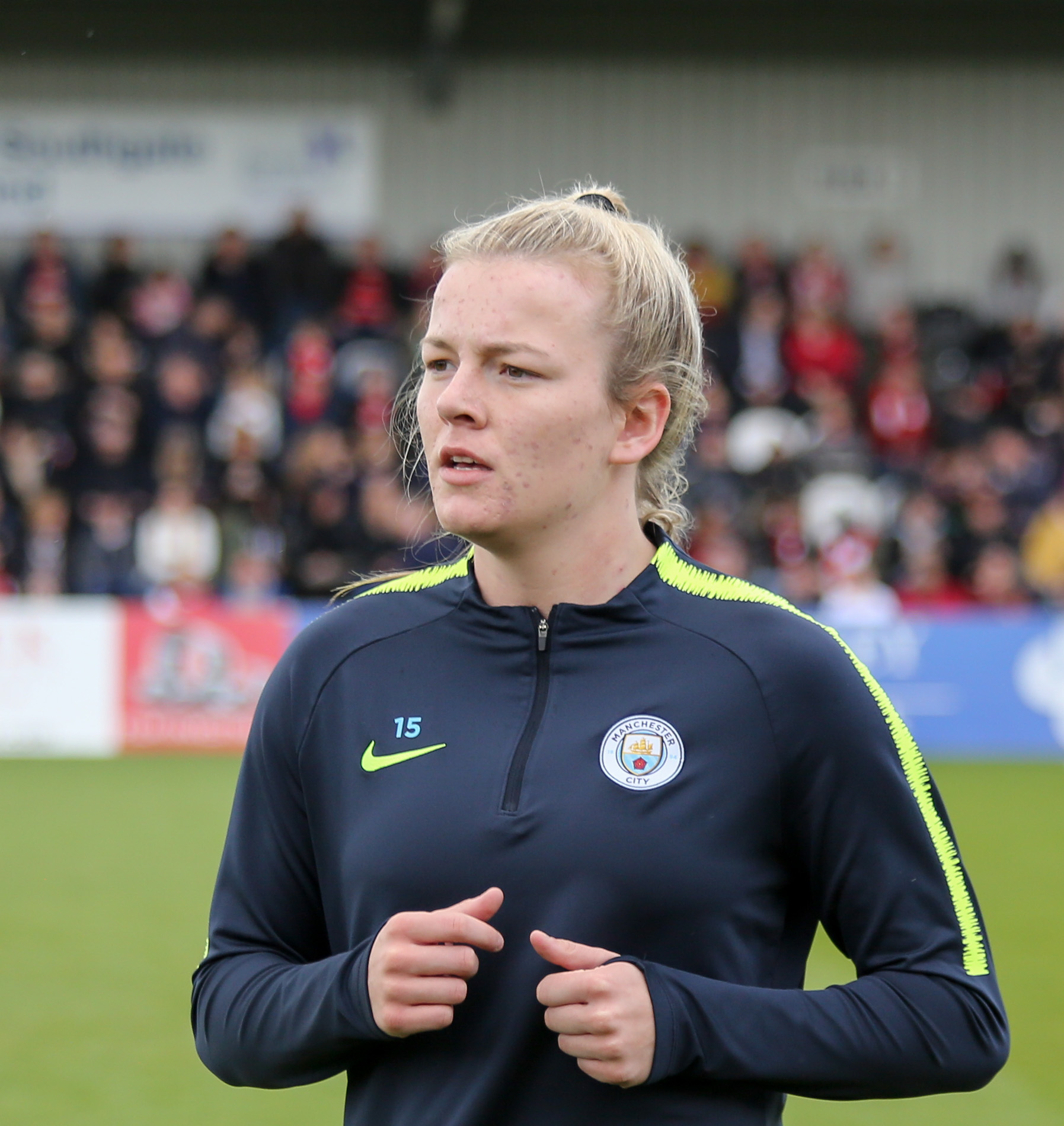
الفائز في عام 2020 لورين هيمب

جائزة أفضل لاعبة شابة في رابطة اللاعبين المحترفين لهذا العام يشار إليها عادةً باسم (بالإنجليزية: PFA Young Player of the Year)‏ جائزة سنوية تُمنح للاعبة التي تم التصويت لها على أنها أفضل لاعب في العام في كرة القدم الإنجليزية للسيدات. تم تقديم الجائزة أول مرة في موسم 2013-14 ويتم اختيار الفائز عن طريق التصويت بين أعضاء نقابة اللاعبين، اتحاد لاعبي كرة القدم المحترفين (PFA).

## الفائزون
تم تقديم جائزة السيدات منذ عام 2014 بينما تم منح لاعب العام في رابطة اللاعبين المحترفين منذ عام 1974. ويشير الجدول أدناه أيضًا إلى المكان الذي فاز فيه اللاعب الفائز أيضًا بواحد أو أكثر من "لاعبي العام" العام "في كرة القدم الإنجليزية للسيدات ، وتحديداً جائزة أفضل لاعبة العام.
| عام     | الجنسية | اللاعبة        | النادي                          |
| ------- | ------- | -------------- | ------------------------------- |
| 2013–14 | ENG !   | مارثا هاريس    | نادي ليفربول لكرة القدم للسيدات |
| 2014–15 | ENG !   | ليا ويليامسون  | نادي أرسنال للسيدات             |
| 2015–16 | ENG !   | بيث ميد        | نادي سندرلاند للسيدات           |
| 2016–17 | ENG !   | جيسيكا كارتر   | برمنغهام سيتي                   |
| 2017–18 | ENG !   | لورين هيمب     | نادي بريستول سيتي               |
| 2018–19 | ENG !   | جورجيا ستانواي | مانشستر سيتي للسيدات            |
| 2019–20 | ENG !   | لورين هيمب     | مانشستر سيتي للسيدات            |
| 2020–21 | ENG !   | لورين هيمب     | مانشستر سيتي للسيدات            |
| 2021–22 | ENG !   | لورين هيمب     | مانشستر سيتي للسيدات            |
| 2022–23 | ENG !   | لورين جيمس     | Chelsea                         |